# Tamin (genre)
Pour les articles homonymes, voir Tamin.
Genre
Tamin est un genre d'araignées aranéomorphes de la famille des Miturgidae.

## Distribution
Les espèces de ce genre se rencontrent en Malaisie au Sarawak et en Indonésie à Sulawesi.

## Liste des espèces
Selon World Spider Catalog (version 17.5, 21/09/2016) :
- Tamin pseudodrassus Deeleman-Reinhold, 2001
- Tamin simoni Deeleman-Reinhold, 2001

## Publication originale
- Deeleman-Reinhold, 2001 : Forest spiders of South East Asia: with a revision of the sac and ground spiders (Araneae: Clubionidae, Corinnidae, Liocranidae, Gnaphosidae, Prodidomidae and Trochanterriidae. Brill, Leiden, p. 1-591.